# Warriors de Vancouver
Les Warriors de Vancouver sont une équipe de crosse professionnelle affiliée à la National Lacrosse League. Elle est domiciliée à Langley en Colombie-Britannique.

## Histoire

Attack d'Albany 1998-2002
Stealth de San José 2002-2009
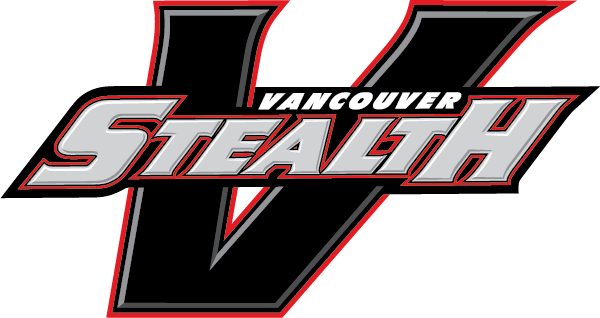
Stealth de Vancouver 2013-2018

Originellement nommée l'Attack d'Albany, l'équipe déménage en 2002 à San José (Californie) sous le nom du Stealth de San José jusqu'en 2009. À cette date, l'équipe déménage à Everett dans l'État de Washington pour devenir les Stealth du Washington. Le Stealth gagne le trophée Champion's Cup en 2010 contre le Rock de Toronto.

L'annonce du départ de la franchise pour la région de Vancouver est faites au mois de juin 2013.
La ligue souhaitait depuis au moins deux ans faire revenir une équipe dans les Basses-terres continentales. La région avait hébergé les Ravens de Vancouver de 2002 à 2004.
Pour mesurer l'intérêt du public de Langley et préparer un éventuel retour, la NLL avait organisé deux matchs de pré-saison aux Langley Events Center, en 2011 et 2012.
En 2013, la NLL décide de jouer la finale du championnat à Langley. Le Langley Events Center fait salle comble ouvrant la porte à la relocalisation définitive de l'équipe.
Depuis sa création en 2000, l'organisation a connu quatre relocalisations. Cette dernière représente également un mouvement stratégique pour la ligue qui espère obtenir un nouveau contrat de diffusion avec une télévision canadienne.
Malgré son changement de nationalité, la franchise reste aux mains de Bill et Denise Watkins, propriétaires depuis 2007.
Le Stealth de Vancouver joue sa première saison en 2014.

## Résultat saison par saison

### Attack d'Albany
| Saison | Division  | V-D   | Class. | Domicile | Extérieur | GF  | GA  | Séries éliminatoires |
| ------ | --------- | ----- | ------ | -------- | --------- | --- | --- | -------------------- |
| 2000   |           | 6-6   | T-5e   | 4-2      | 2-4       | 169 | 160 | --                   |
| 2001   |           | 5-9   | 7e     | 3-4      | 2-5       | 152 | 169 | --                   |
| 2002   | Central   | 14-2  | 1er    | 7-1      | 7-1       | 250 | 194 | Finaliste            |
| 2003   | Central   | 8-8   | T-7e   | 4-4      | 4-4       | 198 | 191 | --                   |
| Total  | 4 saisons | 33-25 |        | 18-11    | 15-14     | 769 | 714 |                      |

### Stealth de Vancouver
| Année | V | D  | %     | Saison régulière              | Playoffs     |
| ----- | - | -- | ----- | ----------------------------- | ------------ |
| 2014  | 4 | 14 | 0.222 | 4e place de la division ouest | non qualifié |
| 2015  | 5 | 13 | 0.278 | 4e place de la division ouest | non qualifié |
| 2016  |   |    |       |                               |              |

### Stealth de San José
| Saison         | Division  | V-D   | Class. | Dom   | Ext   | Bp   | Bc   | Playoffs                           |
| -------------- | --------- | ----- | ------ | ----- | ----- | ---- | ---- | ---------------------------------- |
| 2004           | Ouest     | 11-5  | 2e     | 7-1   | 4-4   | 204  | 201  | Défaite en demi-finale de division |
| 2005           | Ouest     | 4-12  | 6e     | 2-6   | 2-6   | 170  | 197  | --                                 |
| 2006           | Ouest     | 5-11  | 5e     | 3-5   | 2-6   | 151  | 174  | --                                 |
| 2007           | Ouest     | 9–7   | 4e     | 4–4   | 5–3   | 181  | 170  | Défaite en finale de division      |
| 2008           | Ouest     | 9–7   | 1re    | 4–4   | 5–3   | 185  | 172  | Défaite en demi-finale de division |
| 2009           | Ouest     | 7–9   | 3e     | 5–3   | 2–6   | 200  | 185  | Défaite en finale de division      |
| Total          | 6 saisons | 45–51 |        | 25–23 | 20–28 | 1091 | 1099 |                                    |
| Playoff Totals |           | 2–4   |        | 0–2   | 2–2   | 77   | 89   |                                    |

## Entraîneurs
- Johnny Mouradian (2004-2005)
- Walt Christianson (2006-2008)
- Chris Hall (2009)